# Vaccinium macgillivrayi
Vaccinium macgillivrayi är en ljungväxtart som beskrevs av Berthold Carl Seemann. Vaccinium macgillivrayi ingår i Blåbärssläktet, och familjen ljungväxter. Inga underarter finns listade i Catalogue of Life.